# Омская военная авиационная школа пилотов
О́мская вое́нная авиацио́нная шко́ла пило́тов — военное учебное заведение в городе Омске для подготовки лётного состава частей ВВС РККА.

## История
Омская военная авиационная школа пилотов сформирована 1 мая 1940 года.
Для размещения школы  было выбрано место на левом берегу реки Иртыш, на юго-западе от города Омска.
В конце сентября 1941 года в Омск была переведена Таганрогская авиационная школа пилотов им. В.П.Чкалова, которая  в полном составе (4 эскадрильи) вошла в Омскую военную авиационную школу пилотов в качестве отдельного учебного авиационного полка.
За 1941 год школа подготовила и послала на фронт 1162 пилота.
А всего за годы войны школой было проведено обучение более 2500  лётчиков на самолеты СБ, Пе-2,Ту-2.
За боевые подвиги во время Великой Отечественной Войны 35 пилотов  удостоены звания Героев Советского Союза.
9 октября 1945 г. школа переименована в Омское военное авиационное училище летчиков ВВС КА.
Училище расформировано 1 декабря 1960 г.

## Названия школы
Омская школа пилотов (01.05.1940)
Омская военная авиационная школа пилотов (17.05.1940)
Омское военное авиационное училище летчиков ВВС КА (09.10.1945)

## Известные выпускники
Кузнецов, Николай Васильевич
 Миронов Александр Ильич

## Начальники
- полковник Пристром Евгений Степанович (31.03.1940 г. — 6.01.1942 г.);
- полковник Чумак Федор Савельевич (ВрИО 6.01.1942 г. — 1.04.1942 г.);
- полковник. Ошурков Леонид Яковлевич   (1.04.1942 г. — 15.10.1944 г.);
- полковник Куриленко Иван Григорьевич (15.10.1944 г. — 06.07.1946 г.);
- генерал-майор авиации Пристром Евгений Степанович. (6.07.1946 г. — 20 02.1954 г.)[2].